# Han Zhidi
Han Zhidi was keizer van China van 6 maart 145 tot 26 juli 146, uit de Han-dynastie. Hij werd geboren in 138 en hij stierf in 146. Hij was een achterkleinzoon van Han Zhangdi. Zijn regering werd overheerst door Liang Ji, de broer van keizerin-weduwe Liang, die uiteindelijk de jonge keizer vergiftigde.
Zhidi besteeg de troon toen hij zeven jaar oud was, toen zijn achterneef, de tweejarige Han Chongdi stierf. Ofschoon hij nog een kind was, was Zhidi opvallend intelligent. Hij kende en stoorde zich aan de geweldige invloed die Liang Ji uitoefende op de regering, wat hem eens de opmerking ontlokte, dat Liang Ji een 'arrogante generaal' was. Deze aantijging maakte Liang Ji zo boos, dat hij de keizer begon te vergiftigen. Zhidi was pas acht toen hij stierf.

## Familie-achtergrond en troonsbestijging
Liu Zuan, de toekomstige Zhidi werd in 138 geboren als zoon van Liu Hong, de prins van Le'an en zijn vrouw consorte Chen. Nadat zijn zoon keizer was geworden zou prins Hong uiteindelijk verplaatst worden uit zijn erg nederige en kleine vorstendom Le'an naar het grotere en drogere vorstendom Bohai. Prins Hong was een achterkleinzoon van Han Zhangdi. Behalve deze feiten is vrijwel niets anders bekend over prins Hong en zijn vrouw.
In 145, toen de tweejarige Chongdi stierf, was er geen naaste mannelijke bloedverwant om hem op te volgen. Daarom liet zijn stiefmoeder keizerin-weduwe Liang, de vrouw van Han Shundi, twee van zijn achterneven, Liu Suan, de prins van Qinghe, en Liu Zuan, toen zeven jaar oud, naar de hoofdstad komen, om hun mogelijke geschiktheid te beoordelen voor het bestijgen van de troon. Prins Suan en Zuan waren volle neven van elkaar door hun grootvader Liu Chong, prins Yi van Le'an. Liu Suan was blijkbaar volwassen, al vermeldt de geschiedenis zijn leeftijd niet, en werd omschreven als plechtstatig en correct en de ambtenaren gaven aan hem verreweg de voorkeur. Lian Ji echter, de autocratische en gewelddadige broer van keizerin-weduwe Liang, overtuigde haar om de zevenjarige Liu Zuan keizer te maken. Om te vermijden dat iemand zonder officiële titel meteen keizer werd, werd hij eerst tot markies van Jianping gemaakt en dezelfde dag nog besteeg hij de troon als Han Zhidi.

## Korte regeringsperiode
Keizerin-weduwe Liang diende als Zhidi's regent en ook al vertrouwde ze overduidelijk haar broer Liang Ji, die gewelddadig en corrupt was, zelf was ze een waardig persoon en erop uit het land goed te besturen, in het bijzonder door belangrijke zaken toe te vertrouwen aan de eerlijke ambtenaar Li Gu. De boerenopstanden bijvoorbeeld, die begonnen waren gedurende de regeringen van de keizers Han Shundi en Han Chongdi, werden grotendeels de kop in gedrukt in 145, nadat ze de juiste generaals had uitgekozen om de legers te leiden. Ze moedigde ook jonge geleerden in het hele rijk aan om naar de hoofdstad Luoyang te komen om aan de nationale universiteit te studeren.
Zhidi, zo jong als hij was, was zich er scherp van bewust hoezeer Liang Ji zijn macht misbruikte (maar passend bij een jong kind zich er niet van bewust, dat Liang Ji ook de macht had hem kwaad te doen) en bij een bepaalde gelegenheid, een keizerlijke vergadering, knipoogde hij naar Liang Ji en betitelde hem als 'arrogante generaal'. Lian Ji werd boos en bezorgd. In de zomer van 146 deed hij gif in een kom soep en liet deze aan de keizer geven. Nadat de jonge keizer deze genuttigd had, leed hij weldra immense pijnen en ontbood onmiddellijk Li. Hij verzocht om water, omdat hij dacht dat dat hem kon redden. Liang gaf echter meteen opdracht hem geen water te geven en, afgezien van de vraag of water geholpen zou hebben, stierf de jonge keizer een snelle dood. Li pleitte voor een grondig onderzoek, maar Liang slaagde erin de onderzoekspogingen te saboteren.
Na Zhidi's dood werd Liang Ji onder druk van sleutelfiguren in de ambtelijke hiërarchie, gedwongen een vergadering van ambtenaren bijeen te roepen teneinde te bepalen wie als nieuwe keizer geïnstalleerd moest worden. Opnieuw waren de ambtenaren in grote meerderheid voor prins Suan, maar Liang Ji was er nog steeds bezorgd over dat deze moeilijk te controleren zou zijn. In plaats daarvan overtuigde hij keizerin-weduwe Liang ervan de veertienjarige Liu Zhi, markies van Liwu en achterkleinzoon van Han Zhangdi, aan wie Liang Ji's jongere zus keizerin Liang Nuying was uitgehuwelijkt, tot keizer te maken als Han Huandi.
Lang na Zhidi's dood, in 175, verleende Han Lingdi aan Zhidi's moeder, consorte Chen, de eretitel van prinses Xiao van Bohai, als erkenning van haar status als moeder van een keizer.

## Tijdperk naam
- Benchu 146

## Persoonlijke informatie
- vader

Liu Hong, prins Xiao van Bohai, zoon van Liu Chong, Prins Yi van Le`an, zoon van Liu Kang, Prins Zheng van Qiancheng, zoon van Han Zhangdi.
- moeder

Consorte Chen
Xia · Shang · Zhou · Qin · Han · Drie Koninkrijken · Jin · Zuidelijke Dynastieën · Noordelijke Dynastieën · Sui · Tang · Vijf Dynastieën · Jin (Jurchen) · Song · Yuan · Ming · Qing